# José Bermudo Mateos

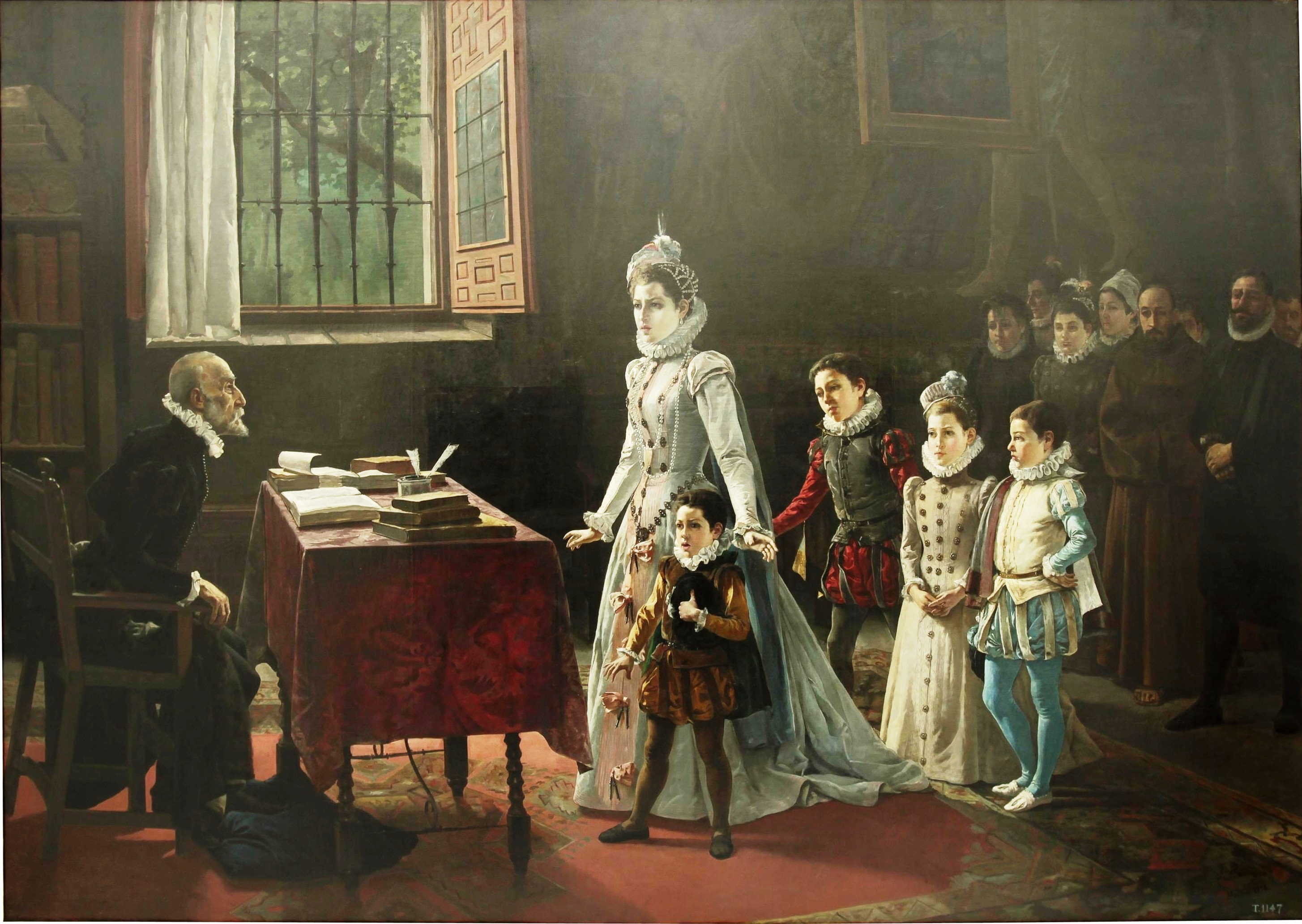
Los hijos de Antonio Pérez ante Rodrigo Vázquez de Arce, pintado por José Bermudo Mateos. 1892. (Museo del Prado, Madrid).

José Bermudo Mateos (Huertas de Ánimas, Trujillo, Cáceres, 9 de noviembre de 1853 – Madrid, 21 de septiembre de 1920) fue un pintor español.

## Biografía
Realizó sus estudios artísticos a la Real Academia de Bellas Artes de San Fernando de Madrid a donde se trasladó para estudiar. Fue un pintor que abrazó la corriente del costumbrismo y se basó a menudo en la pintura paisajística, no desdeñando el género histórico. Expuso sus obras en las mayores exposiciones artísticas en la España de su tiempo, y entre sus cuadros más famosos destaca Los hijos de Antonio Pérez ante Rodrigo Vázquez, expuesto al Museo del Prado de Madrid. También son importantes Vaya un par y Buenos amigos, en donde se refleja el ambiente rural de la época.